# Poophilus conspersus
Poophilus conspersus is een halfvleugelig insect uit de familie Aphrophoridae. De wetenschappelijke naam van deze soort is voor het eerst geldig gepubliceerd in 1866 door Stål.